# Божидар Зубер
Божидар Зубер (Цетиње, 1. октобар 1984.) је српско-црногорски позоришни и телевизијски глумац. Најпознатији је по улози Баја Орландића у серији Игра судбине.

## Улоге
| Год.     | Назив                                         | Улога         |
| -------- | --------------------------------------------- | ------------- |
| 2010-е ▲ |                                               |               |
| 2010.    | Монтевидео, Бог те видео! (филм)              |               |
| 2011.    | Сестре (филм)                                 | камионџија    |
| 2012.    | Монтевидео, Бог те видео! (серија)            |               |
| 2013.    | Певај, брате! (серија)                        | Малиша        |
| 2014.    | Атомски здесна (филм)                         | млади агент   |
| 2015.    | Горчило — Јеси ли то дошао да ме видиш (флим) | Лале Цвркота  |
| 2012−15. | Будва на пјену од мора (серија)               | Зоро          |
| 2016.    | Горчило (серија)                              | Лале Цвркота  |
| 2017.    | Santra Maria della Sаlute (серија)            |               |
| 2017.    | Сенке над Балканом (серија)                   | жандар Мита   |
| 2018.    | Комшије (серија)                              | инспектор     |
| 2018.    | Убице мог оца (серија)                        | Лујо          |
| 2018.    | Беса (серија)                                 | Боро          |
| 2019.    | Пет (серија)                                  | полицајац     |
| 2019.    | Дојч кафе (серија)                            |               |
| 2020-е ▲ |                                               |               |
| 2020.    | 12 речи (кратки филм)                         | Зујо          |
| 2021−21  | Игра судбине (серија)                         | Бајо Орландић |
| 2022     | Мочвара (серија)                              | Мијат Милачић |
| 2024.    | Стравично (филм)                              | Албанац       |
| 2024.    | Сабља (серија)                                | Печени        |
| 2025.    | Кафана на Балкану (серија)                    | Албанац       |